# Абдулазіз Хатем
Абдулазіз Хатем (араб. عبد العزيز حاتم, нар. 28 жовтня 1990, Доха) — катарський футболіст, півзахисник клубу «Аль-Гарафа» і національної збірної Катару.
У складі збірної — володар Кубка Азії 2019 року.

## Клубна кар'єра
У дорослому футболі дебютував 2007 року виступами за команду клубу «Аль-Арабі», в якій провів вісім сезонів, взявши участь у 129 матчах чемпіонату. 
До складу клубу «Аль-Гарафа» приєднався 2015 року.

## Виступи за збірну
2009 року дебютував в офіційних матчах у складі національної збірної Катару.
У складі збірної був учасником кубка Азії 2015 року в Австралії, де виходив на поле у двох з трьох іграх своєї команди на груповому етапі.
За чотири роки на кубку Азії 2019 в ОАЕ вже був стабільним гравцем основного складу, а у грі чвертьфіналу проти збірної Південної Кореї став автором єдиного гола зустрічі, який вивів його команду до стадії півфіналів. Утім у тому ж матчі отримав свою другу жовту карту на турнірі і був змушений пропустити півфінал проти господарів, збірної ОАЕ, який, утім, його команда впевнено виграла з рахунком 4:0. Відбувши одноматчеву дискваліфікацію, став учасником фінальної гри проти Японії, в якій дальнім ударом забив другий гол своєї команди, яка врешті-решт виграла матч з рахунком 3:1 і уперше в історії стала чемпіоном континенту.
| Дата       | Місто    | Господарі         | Результат | Гості | Турнір                        | Голи | Примітки |
| ---------- | -------- | ----------------- | --------- | ----- | ----------------------------- | ---- | -------- |
| 09-01-2019 | Аль-Айн  | Катар             | 2 – 0     | Ліван | Кубок Азії 2019 - 1-й етап    | -    | 56'      |
| 13-01-2019 | Аль-Айн  | Північна Корея    | 0 – 6     | Катар | Кубок Азії 2019 - 1-й етап    | -    |          |
| 17-01-2019 | Абу-Дабі | Саудівська Аравія | 0 – 2     | Катар | Кубок Азії 2019 - 1-й етап    | -    | 58'      |
| 22-01-2019 | Абу-Дабі | Катар             | 1 – 0     | Ірак  | Кубок Азії 2019 - 1/8 фіналу  | -    |          |
| 25-01-2019 | Абу-Дабі | Південна Корея    | 0 – 1     | Катар | Кубок Азії 2019 - чвертьфінал | 1    | 37'      |
| 01-02-2019 | Абу-Дабі | Японія            | 1 – 3     | Катар | Кубок Азії 2019 - Фінал       | 1    |          |
| Усього     |          | Матчів            | 6         |       | Голів                         | 2    |          |

## Досягнення

### Клубні
- Володар Кубка шейха Яссіма (3): 2008, 2010, 2011
- Володар Кубка зірок Катару (2): 2017–18, 2018–19

### Збірні
- Переможець Чемпіонату Західної Азії: 2013
- Переможець Кубка націй Перської затоки: 2014
- Володар Кубка Азії: 2019

Збірні
- Володар Кубка Азії: 2024